# Морелла
«Море́лла» (англ. Morella) — рассказ Эдгара Аллана По 1835 года, основная тема которого — переселение души и идентичность человеческой личности.

## Сюжет
Неназываемый по имени рассказчик женат на Морелле — женщине, которой доступны «запретные страницы» мистицизма. В результате её экспериментов она, по всей видимости, добилась того, что её душа никогда не покидает материальный мир, а продолжает существовать в теле дочери, рождаемой ею перед смертью. Морелла проводит время в кровати и учит своего мужа «чёрным искусствам». От осознания опасности, исходящей от жены, рассказчик приходит в ужас и страстно желает ей смерти и вечного упокоения. Его желание исполняется, но в момент смерти Мореллы она рожает дочь.
Рассказчик-вдовец держит дочь под замком, никому её не показывает, даже не даёт ей имя. Дочь подрастает, и отец в страхе понимает, что она — точная копия матери. Однако дочь он любит так же сильно, как ненавидел её мать. К десяти годам сходство девочки с умершей Мореллой становится невыносимым, а признаки того, что и в ней живёт зло, несомненными. Отец решает крестить её, чтобы изгнать из неё зло.
Во время церемонии священник спрашивает рассказчика, каким именем он хочет наречь свою дочь, и с его губ, против его воли, слетает имя «Морелла». Призванный дух умершей раскрывает себя, дочь с восклицанием «Я здесь!» падает замертво. Отец относит тело дочери в семейный склеп и не находит там останков её матери.

## Анализ
Решение рассказчика, хотя и непроизвольное, назвать дочь именем умершей матери указывает на его подсознательное желание её смерти. Перерождение Мореллы вызывает подозрения, что она вампир, воспроизведший себя, чтобы отомстить рассказчику.
Этот рассказ для Эдгара По — повод поразмышлять о том, что происходит с личностью, идентичностью человека после его смерти. Самоидентичность Мореллы, переживая физическую, телесную смерть, воплощается в её дочери. Эдгар По явно находился под впечатлением «философии тождества» Шеллинга, которого он упоминает в тексте новеллы.
Есть несколько предположений о происхождении имени героини рассказа:
- по имени учёной испанской доминиканской монахини Хулианы Морельи (1594—1653), которую Лопе де Вега называл «четвёртой грацией и десятой музой»[3].
- так называется чёрный паслён — ядовитое растение, родственное белладонне. Эта версия приходит на ум при упоминании Пресбурга, центра чёрной магии[3].

### Главные темы
В рассказе можно выделить две темы, характерные для творчества Эдгара По:
- смерть красивой женщины (жены или невесты) — «Береника», «Лигейя», «Овальный портрет», «Философия творчества»,
- воскрешение из мёртвых или общение с духами умерших — «Элеонора», «Падение дома Ашеров».
- мотив безумия главного героя — «Береника», «Лигейя», «Падение дома Ашеров».

## Публикация
Впервые рассказ опубликован в апреле 1835 года в «Southern Literary Messenger». Исправленная редакция переиздана в ноябре 1839 года в «Burton's Gentleman's Magazine». Первая публикация включала в себя стихотворение «Гимн» (Hymn) из 16 строк, этот гимн по сюжету пела Морелла. Из последнего прижизненного издания рассказа (The Broadway Journal, 21 июня 1845 года) гимн был исключён автором и с тех пор публиковался отдельно под названием «Католический гимн» (A Catholic Hymn).
Первое издание рассказа на русском языке состоялось в «Приложении романов к газете „Свет“» в 1884 году (кн.1).
Именем «Морелла» озаглавлены два стихотворения Бориса Поплавского.

## Экранизации
Рассказ экранизирован в 1962 году Роджером Корманом. «Морелла» — первый из трёх эпизодов в картине «Истории ужаса» (Tales of Terror, 1962). В ролях Винсент Прайс, Петер Лорре и Бэзил Рэтбоун. Другие два эпизода поставлены по рассказам «Чёрный кот» и «Правда о том, что случилось с мистером Вальдемаром».